# Корнберг, Ханс
Сэр Ханс Лео Корнберг (Hans Leo Kornberg; 14 января 1928, Херфорд, Северный Рейн-Вестфалия — 16 декабря 2019, Фалмут, Массачусетс или Бостон) — британо-американский биохимик. Доктор философии, профессор, профессор Бостонского университета, а до того Кембриджа (до 1995 г.) и в 1960-1975 годах Лестерского университета, член Королевского общества (1965) и Леопольдины, НАН США и Национальной академии деи Линчеи, а также иностранный член Американского философского общества (1993). Рыцарь с 1978 года. Отмечен Colworth Medal (1963) и Otto Warburg Medal (1973).

## Биография
В 11-летнем возрасте эмигрировал в Англию — в 1939 году — как беженец из нацистской Германии.
В Шеффилдском университете получил степени бакалавра наук и доктора философии; стал там воспитанником Ханса Кребса. В 1958 году получил степень магистра в Оксфорде и назначение лектором биохимии там же в Ворчестер-колледже. В 1960 году стал первым профессором биохимии в Лестерском университете и спустя год получил степень доктора наук D.Sc. Оксфордского университета; в 37-летнем возрасте избран членом Королевского общества. В 1975 году занял именную кафедру (Sir William Dunn Chair) биохимии в Кембридже и стал фелло колледжа Христа; с 1982 года мастер последнего; занимал обе должности до достижения обязательного 67-летнего пенсионного возраста в 1995 году. В 1976 году также получил степень ScD. в Кембридже. Ещё удостоился 12 почетных докторских степеней университетов Великобритании, США, Австралии и Германии. Член Европейской академии и Американской академии искусств и наук (1987).
После Кембриджа — профессор биологии в Бостонском университете, где трудился до конца своих дней.
Почетный член Британского, Американского, Немецкого и Японского биохимических обществ. Член Института биологии, Королевского общества искусств и Американской академии микробиологии; почетный член Королевского колледжа врачей (Лондон). В 1996 году избран почетным членом Phi Beta Kappa.
Опубликовал более 250 статей. Женился в 1956 году, четверо детей. В 1989 году овдовел и два года спустя вновь женился.